# Universidad de Wisconsin-Madison

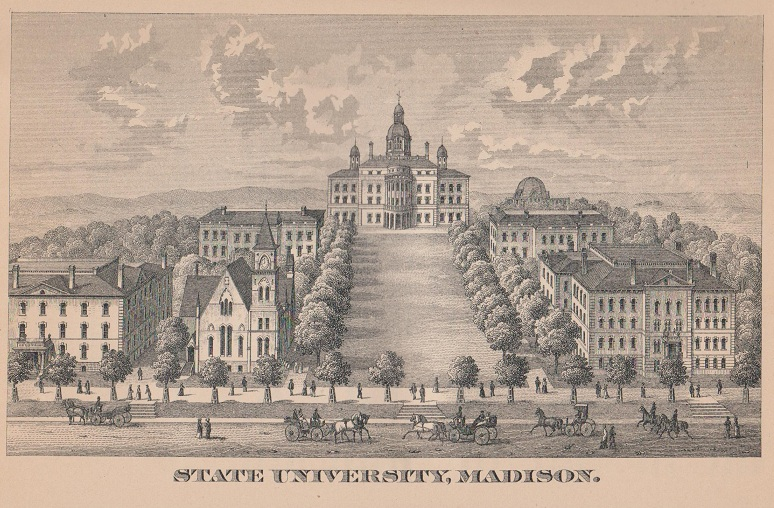
Una de las primeras ilustraciones del campus, de la edición de 1885 del Libro Azul de Wisconsin

La Universidad de Wisconsin-Madison (en idioma inglés University of Wisconsin–Madison), también conocida como UW-Madison, Wisconsin, University of Wisconsin, o UW, es una universidad pública de investigación con concesión de tierras en Madison, Wisconsin (Estados Unidos). Fundada cuando Wisconsin alcanzó la condición de estado en 1848, UW-Madison es la universidad estatal oficial de Wisconsin y el campus insignia del Sistema Universitario de Wisconsin. Fue la primera universidad establecida en Wisconsin y sigue siendo la universidad más grande y antigua del estado. Se convirtió en una institución de concesión de tierras en 1866. El campus principal es de 933 acres (378 ha), ubicado a orillas del lago Mendota, e incluye cuatro Monumentos Históricos Nacionales. La universidad también posee y opera un arboreto histórico de 1200 acres (486 ha) establecido en 1932, ubicado a cuatro millas (6.4 km) al sur del campus principal.
UW-Madison está organizada en 13 escuelas y colegios, que inscribieron a 35.184 estudiantes de pregrado, 9993 estudiantes de posgrado, 2046 especiales y 2663 estudiantes profesionales en 2022. Sus programas académicos incluyen 136 carreras de pregrado, 148 programas de maestría y 120 programas de doctorado.
Wisconsin es uno de los doce miembros fundadores de la Asociación de Universidades Americanas, un grupo selectivo de las principales universidades de investigación de América del Norte. Se considera una Public Ivy, y está clasificada como una universidad R1. UW-Madison también fue la sede de la prominente "Escuela de Wisconsin" de economía e historia diplomática. En 2022, tuvo un gasto de investigación y desarrollo de 1,52 mil millones de dólares, el octavo más alto entre universidades estadounidenses. A partir de marzo de 2023, 20 Premios Nobel, 41 ganadores del Premio Pulitzer, dos medallistas Fields y un ganador del Premio Turing han estado afiliados con UW-Madison como exalumnos, profesores o investigadores. También es un productor líder de becarios Fulbright y MacArthur. A partir de noviembre de 2018, los directores ejecutivos actuales de 14 empresas Fortune 500 han asistido a la UW-Madison, el mayor número entre universidades estadounidenses.
Los Wisconsin Badgers compiten en 25 deportes interuniversitarios en la Big Ten Conference perteneciente a la División I de la NCAA y han ganado 28 campeonatos nacionales. Los estudiantes y exalumnos de Wisconsin han ganado 50 medallas olímpicas (incluidas 13 medallas de oro).

## Historia

### Inicios y años formativos
La universidad tuvo sus inicios oficiales cuando la Legislatura Territorial de Wisconsin, en su sesión de 1838, aprobó una ley incorporando una "Universidad del Territorio de Wisconsin", y nombrando a una junta de visitantes de alto rango. Sin embargo, este organismo (el predecesor de la junta de regentes de U.W.) no consiguió realmente nada antes de que Wisconsin fuera incorporado como un estado en 1848.
La Constitución de Wisconsin preveía "el establecimiento de una universidad estatal, en o cerca de la sede del gobierno estatal..." y ordenada por la legislatura estatal para ser gobernada por una junta de regentes y administrada por un canciller. El 26 de julio de 1848, Nelson Dewey, el primer gobernador de Wisconsin, firmó la ley que creó formalmente la Universidad de Wisconsin. John H. Lathrop se convirtió en el primer canciller de la universidad en el otoño de 1849. Con John W. Sterling como el primer profesor (matemáticas) de la universidad, la primera clase de 17 estudiantes de reunió en Madison Female Academy el 5 de febrero de 1849. 

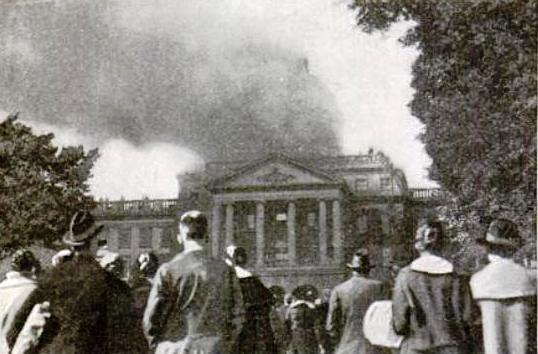
Incendio de Bascom Hall, que destruyó la cúpula en 1916

Pronto se seleccionó un campus permanente: un área de 50 acres (20.2 ha) "delimitada al norte por Fourth Lake, al este por una calle que se abrirá en ángulo recto con King Street," [más tarde State Street] "al sur por Mineral Point Road (University Avenue) y al oeste por una vía de carriles desde dicha carretera hasta el lago." Los planes de construcción de los regentes exigían un "edificio principal que da al Capitolio, de tres pisos de altura, coronado por un observatorio para observaciones astronómicas". Este edificio, University Hall, ahora conocido como Bascom Hall, finalmente se completó en 1859. El 10 de octubre de 1916, un incendio destruyó la cúpula del edificio, la cual nunca fue reemplazada. North Hall, construido en 1851, fue en realidad el primer edificio del campus. En 1854, Levi Booth y Charles T. Wakeley se convirtieron en los primeros graduados de la universidad, y en 1892 la universidad otorgó su primer doctorado al futuro canciller de la universidad Charles R. Van Hise.

### El Ideal de Wisconsin
La investigación, la enseñanza y el servicio a la Universidad de Wisconsin están influenciados por una tradición conocida como "el ideal de Wisconsin", articulada por primera vez por el presidente de UW-Madison Charles Van Hise, en 1904, cuando declaró: "Nunca estaré contento hasta que la benéfica influencia de la universidad llegue a todos los hogares del estado". El ideal de Wisconsin sostiene que los límites de la universidad deben ser los límites del estado, y que la investigación realizada en UW-Madison debe aplicarse para resolver problemas y mejorar la salud, la calidad de vida, el medio ambiente y la agricultura para todos los ciudadanos del estado. El ideal de Wisconsin impregna el trabajo de la universidad y ayuda a forjar relaciones de trabajo estrechas entre los profesores y estudiantes de la universidad, y las industrias y el gobierno del estado. Basada en la historia populista del Wisconsin, el ideal de Wisconsin continua inspirando el trabajo del profesorado, el personal y los estudiantes que tienen como objetivo resolver los problemas del mundo real trabajando juntos a través de varias disciplinas y demografías.

### La Segunda Guerra Mundial
Durante la Segunda Guerra Mundial, la Universidad de Wisconsin fue una de las 131 universidades a nivel nacional que participaron en el Programa de Entrenamiento Universitario de la Marina V-12 que ofreció a los estudiantes un camino hacia una comisión en la Marina.

### Expansión
Con el transcurso del tiempo, se agregaron campus adicionales a la universidad. La Universidad de Wisconsin-Milwaukee se creó en 1956, y UW-Green Bay y UW-Parkside en 1968. También se agregaron a este sistema diez centros para estudiantes de primer y segundo año. En 1971, los legisladores de Wisconsin aprobaron una ley fusionando la Universidad de Wisconsin con las nueve universidades y cuatro centros para estudiantes del Sistema de Universidades Estatales de Wisconsin, creando el Sistema Universitario de Wisconsin y uniendo los dos sistemas de educación superior bajo una sola junta directiva.

### Activismo Estudiantil

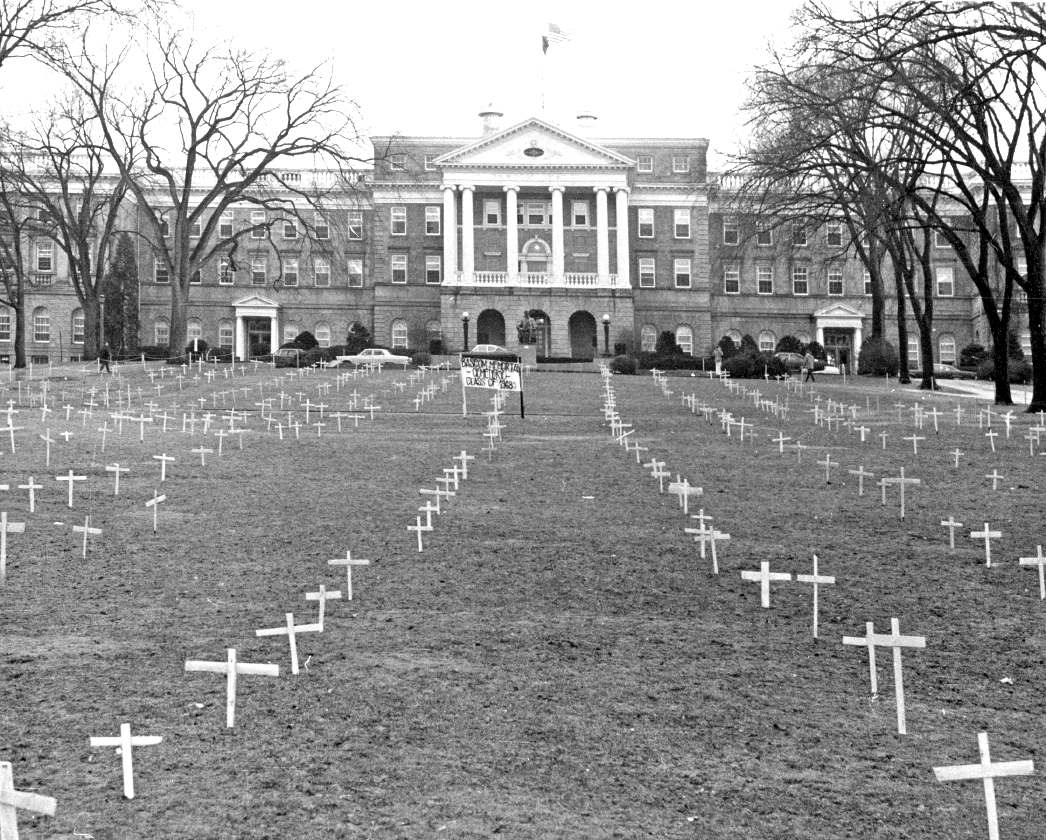
Bascom Hill, 1968, con cruces puestas por los estudiantes protestando la guerra de Vietnam, y un letrero que lee "Bascom Memorial Cemetery, Class of 1968"

A finales de la década de 1960 y principios de la de 1970, UW-Madison fue sacudida por una serie de protestas estudiantiles y por el uso de la fuerza por parte de las autoridades en respuesta, lo cual fue documentado de manera exhaustiva en la película The War at Home. Las primeras grandes manifestaciones ocurrieron debido a la presencia en el campus de reclutadores de la Dow Chemical Company, que suministraba el napalm empleado en la guerra de Vietnam. Las autoridades recurrieron a la fuerza para sofocar los disturbios. La lucha fue documentada en el libro They Marched into Sunlight, así como en el documental de PBS Two Days in October. Entre los estudiantes heridos en la protesta se encontraría el exalcalde de Madison, Paul Soglin.
Otro objetivo de la protesta fue el Centro de Investigación de Matemáticas del Ejército (AMRC) en Sterling Hall, que también albergaba el departamento de física. El periódico estudiantil, The Daily Cardinal, publicó una serie de artículos de investigación donde indicaban que AMRC estaba llevando a cabo investigaciones bajo solicitud directa del Departamento de Defensa de los Estados Unidos y que apoyaba las operaciones militares en Vietnam. AMRC se convirtió en un imán para las manifestaciones, en las que los manifestantes gritaban "¡Estados Unidos fuera de Vietnam! ¡Smash Army Math!"
El 24 de agosto de 1970, cerca de las 3:40 a. m., una bomba explotó junto a Sterling Hall, con el objetivo de destruir el Centro de Investigación de Matemáticas del Ejército. Pese a lo tardío de la hora, un investigador de física postdoctoral, Robert Fassnacht, se encontraba presente en el laboratorio y murió en la explosión. El departamento de física resultó gravemente dañado, mientras que el objetivo previsto, el AMRC, apenas se vio afectado. Karleton Armstrong, Dwight Armstrong y David Fine fueron señalados como los responsables de la explosión. Leo Burt fue identificado como sospechoso, pero nunca fue detenido ni juzgado.

## Academia

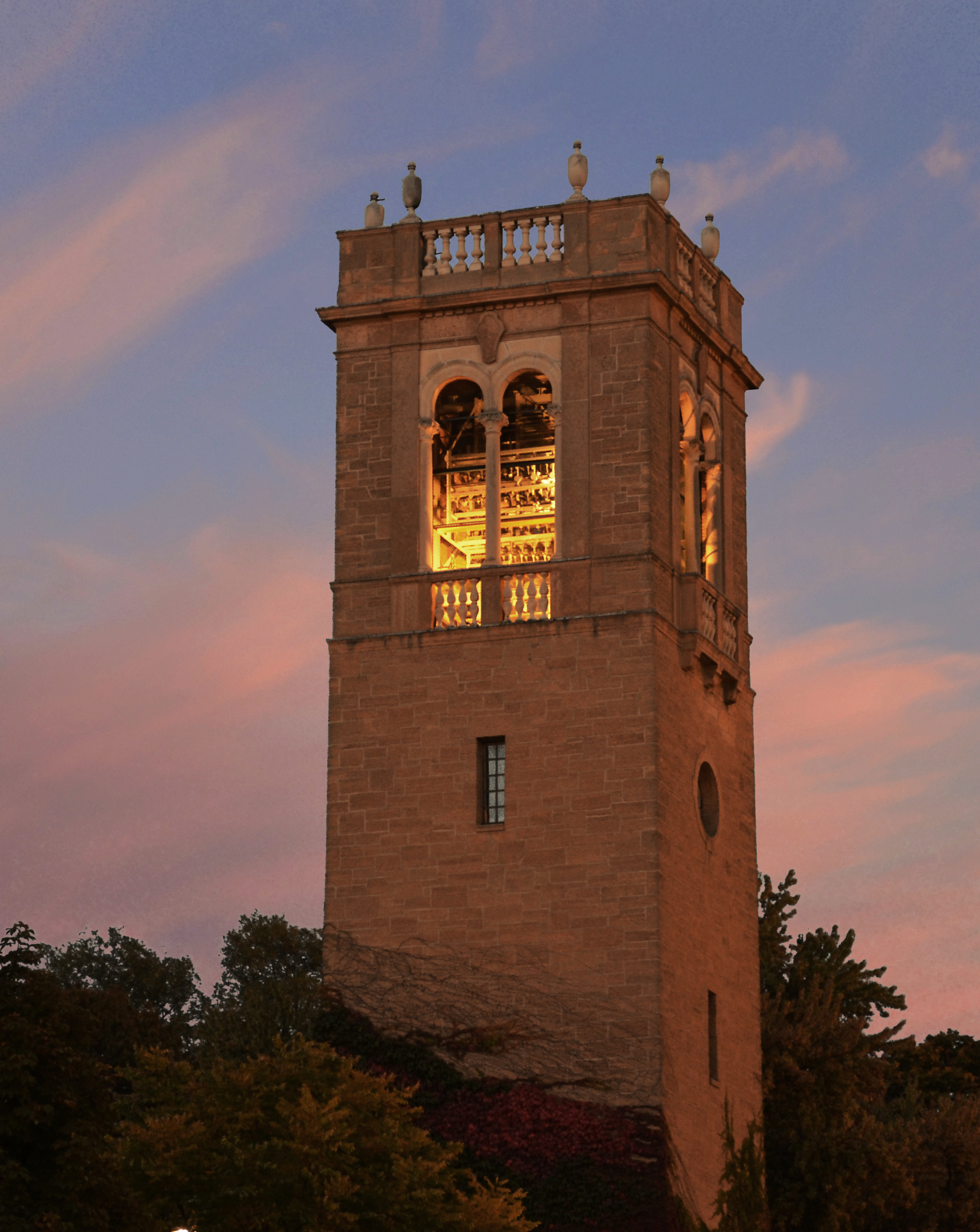
Vista nocturna de la Torre Carillon

La Universidad de Wisconsin-Madison, el campus insignia del Sistema de la Universidad de Wisconsin, es una universidad de investigación de cuatro años que comprende veinte facultades y escuelas asociadas. Además de las divisiones de pregrado y posgrado en agricultura y ciencias de la vida, negocios, educación, ingeniería, ecología humana, periodismo y comunicación de masas, letras y ciencias, música, enfermería, farmacia y bienestar social, la universidad también mantiene escuelas de posgrado y profesionales en estudios ambientales, derecho, bibliotecología y estudios de información, medicina y salud pública (Escuela de Medicina y Salud Pública), asuntos públicos y medicina veterinaria. 
El programa de instrucción de pregrado de tiempo completo de cuatro años está clasificado por la Fundación Carnegie para el Avance de la Enseñanza como "artes y ciencias más profesiones" con una alta coexistencia de graduados. El colegio universitario más grande, el Colegio de Letras y Ciencias, inscribe aproximadamente a la mitad del alumnado de pregrado y está compuesto por 38 departamentos y cinco escuelas profesionales que instruyen a los estudiantes y realizan investigaciones en una amplia variedad de campos, como astronomía, economía, geografía, historia, lingüística y zoología. El programa de instrucción de posgrado está clasificado por Carnegie como "integral con medicina/veterinaria". En 2008 otorgó el tercer mayor número de doctorados en el país.

### Clasificaciones

#### Internacionales
En la clasificación QS Rankings de 2021, UW-Madison ocupó el puesto 65 en el mundo. La clasificación mundial de universidades de Times Higher Education de 2021 colocó a UW-Madison en el puesto 49 de todo el planeta, basándose principalmente en encuestas realizadas a estudiantes, profesores y reclutadores. U.S. News & World Report colocó a UW-Madison en el puesto 37 entre las universidades globales en su clasificación académica. UW-Madison ocupó el puesto 32 entre las universidades del mundo en 2021 de acuerdo con la Clasificación Académica las de Universidades del Mundo, que evalúa el rendimiento académico y de investigación. CWUR posiciona a UW-Madison en el puesto 25 de su clasificación de universidades mundiales 2021-2022.

#### Nacionales
En 2024, el programa de pregrado de UW-Madison fue colocado en el puesto 35 a nivel nacional por U.S. News & World Report, y en el puesto 12 entre universidades públicas. UW-Madison ocupó el puesto undécimo a nivel nacional y el segundo entre universidades públicas según la clasificación de universidades nacionales de Washington Monthly 2023.

### Investigación

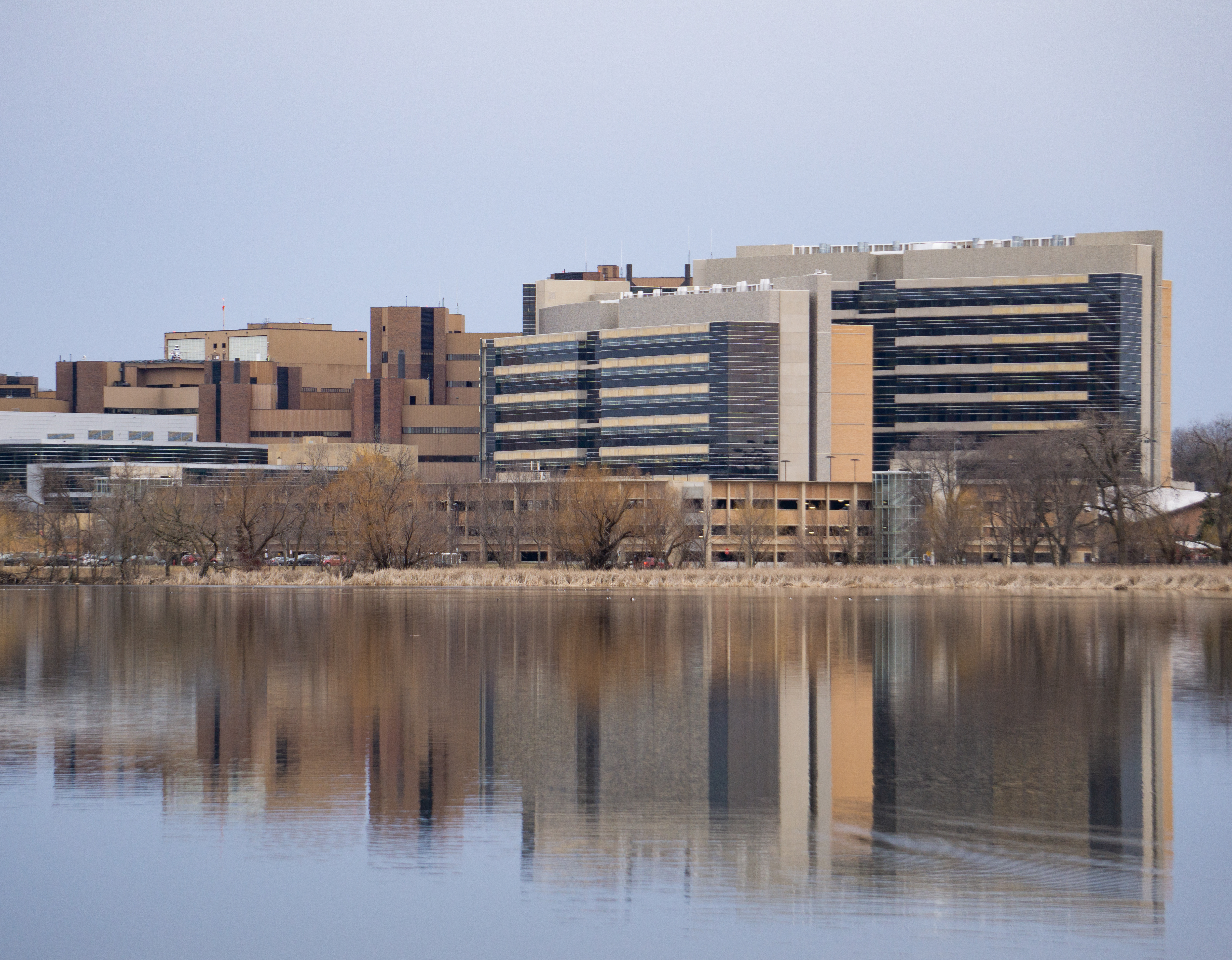
Una vista del Hospital Universitario de Salud de la UW, el Centro de Aprendizaje de Ciencias de la Salud (HSLC) y los Institutos de Investigación Médica de Wisconsin que se elevan sobre el lago Mendota, en el borde occidental del campus de la UW-Madison. La Facultad de Medicina y Salud Pública de la Universidad de Wisconsin, ubicada en el HSLC, representa el 40% de las becas de investigación de UW-Madison

UW-Madison es un miembro fundador de la Asociación de Universidades Americanas, y mantuvo una dotación financiera de $4,0 mil millones en 2021. En el año fiscal 2022, Wisconsin recibió $1524 mil millones en fondos para investigación y desarrollo, la cual la posiciona en el puesto 8 entre instituciones de educación superior estadounidenses por cantidad de financiamiento. Sus programas de investigación ocuparon el cuarto puesto en el número de patentes otorgadas en 2010.
La Universidad de Wisconsin-Madison es una de las 33 universidades con subvenciones marítimas en los Estados Unidos. Estas universidades participan en proyectos de investigación científica, educación, capacitación, y extensión orientados a la conservación y el uso práctico de las costas estadounidenses, los Grandes Lagos y otras áreas marinas.
La universidad mantiene casi 100 centros y programas de investigación, que van desde la agricultura hasta las artes, desde la educación, hasta la ingeniería. Se ha considerado un importante centro académico para la investigación de células madre embrionarias desde que el profesor de UW-Madison, James Thomson, se convirtió en el primer ser humano en aislar células madre embrionarias humanas. Esto ha acarreado un gran nivel de atención y respeto por los programas de la universidad alrededor del mundo. La universidad sigue siendo líder en investigación de células madre, ayudada en parte por la financiación de la Wisconsin Alumni Research Foundation y la promoción de WiCell.
Su centro de investigación sobre motores de combustión interna, denominado Engine Research Center, tiene un acuerdo de colaboración de cinco años con General Motors. Este también ha recibido una financiación multimillonaria del gobierno federal.
En junio de 2013, se informó que los Institutos Nacionales de Salud de los Estados Unidos financiarían un estudio de 18,13 millones de dólares en la Universidad de Wisconsin. El estudio investigará las cualidades letales de virus como el Ébola, el Nilo Occidental y la influenza. El objetivo del estudio es ayudar a encontrar nuevos medicamentos para combatir los patógenos más letales.
En 2012, los experimentos de UW-Madison con gatos fueron criticados por Personas por el Trato Ético de los Animales, quienes afirmaron que los animales fueron abusados. En 2013, el NIH suspendió brevemente la financiación de la investigación en espera de una investigación de la agencia. Al año siguiente, la universidad fue multada por más de $35 000 por varias violaciones de la Ley de Bienestar Animal. Bill Maher, James Cromwell y otros se pronunciaron en contra de los experimentos que finalizaron en 2014. La universidad defendió la investigación y el cuidado que recibieron los animales alegando que las objeciones de PETA eran simplemente un "truco" de la organización.
El Departamento de Ingeniería Física realiza investigaciones para avanzar en la base científica y técnica de la energía de fusión magnética. Tienen más de 20 estudiantes graduados actuales y reclutan nuevos estudiantes anualmente. Su investigación incluye técnicas de puesta en marcha no inductivas, investigación de inestabilidades y dinámicas turbulentas a escala giroscópica de iones, comprensión del acoplamiento núcleo-borde y desarrollo de sistemas de diagnóstico. La UW también alberga el Experimento simétrico helicoidal (HSX), que es un stellarator de bobina modular.

#### Big Ten Academic Alliance
La Universidad de Wisconsin participa en la Big Ten Academic Alliance. La Big Ten Academic Alliance (BTAA) es el consorcio académico de las universidades en la Big Ten Conference. Los estudiantes de las escuelas participantes tienen el privilegio de poder realizar préstamos en las bibliotecas de otras universidades miembro. La BTAA realiza de forma colectiva la adquisición y licenciatura de los libros empleados, ahorrando a las instituciones miembro 19 millones de dólares hasta la fecha. El intercambio de cursos, programas de formación profesional, estudios en el extranjero y colaboraciones internacionales, y otras iniciativas también forman parte de la BTAA.

### Facultad de Ciencias Agrícolas y de la Vida

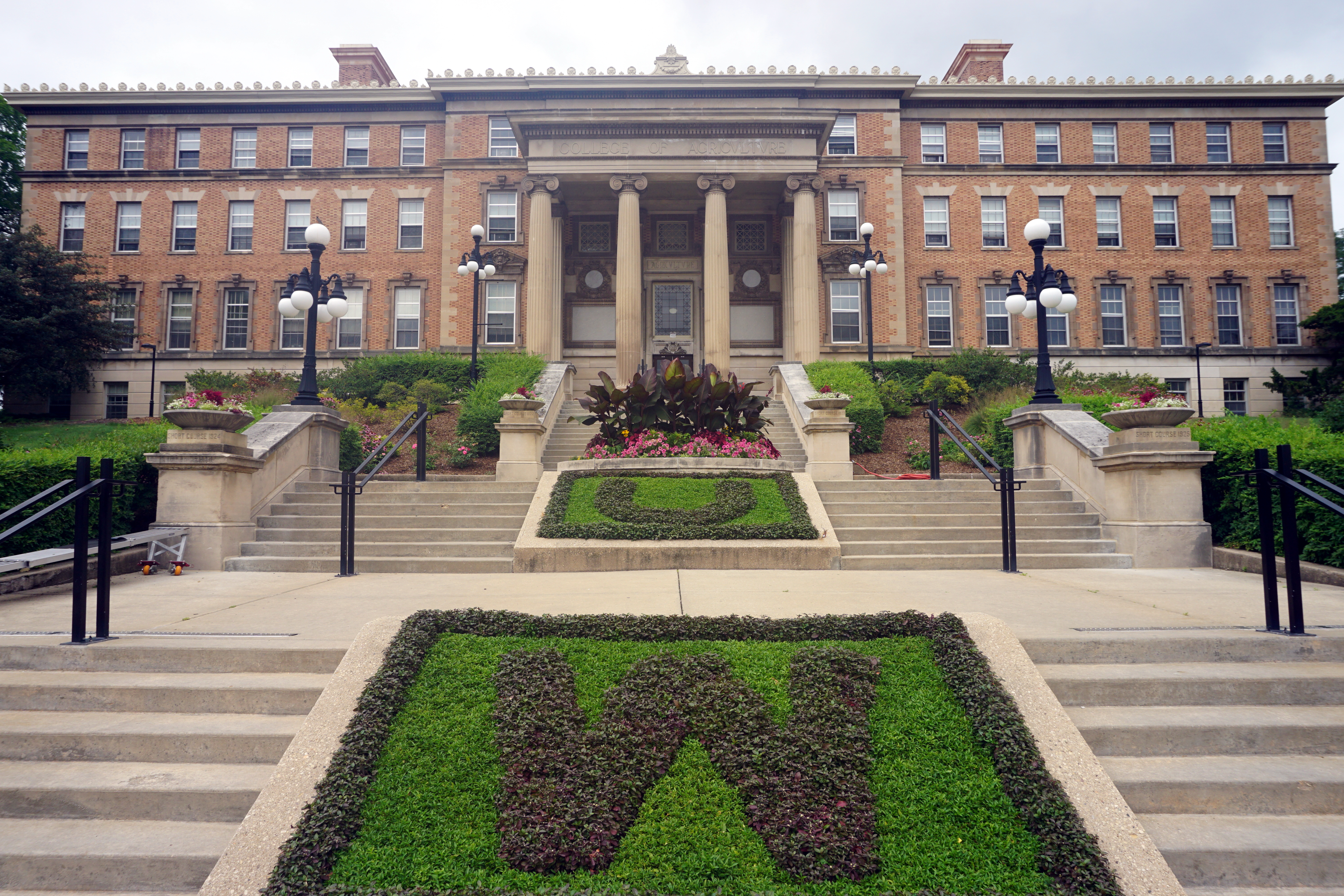
Agriculture Hall

La Facultad de Ciencias Agrícolas y de la Vida cumple la misión de UW-Madison como universidad de concesión de tierras, que se remonta a 1862, cuando el Congreso aprobó una ley para establecer una red nacional de facultades dedicadas a la agricultura y la mecánica y Wisconsin recibió 240 000 acres de tierras federales asignadas.
En 1885, la universidad comenzó a ofrecer un curso de invierno para agricultores, el Curso corto de agricultura, que Ransom Asa Moore desarrolló y mejoró en gran medida desde 1895 hasta 1907 y continúa hoy como el Curso corto de agricultura e industria. En 1889, la universidad colocó todas sus ofertas agrícolas bajo una nueva Facultad de Agricultura, con WA Henry como decano. Los profesores enumerados en el Curso breve agrícola de 1896 para la Facultad de agricultura de la Universidad de Wisconsin-Madison enumeraron a profesores populares como el Decano de la Facultad de agricultura, W.A. Henry (Piensos y alimentación), S.M. Babcock (Química Agrícola; Lechería Agrícola), F.H. King (Física Agrícola, Mecánica Agrícola y Meteorología), E.S. Goff (Vida vegetal, horticultura y entomología económica), H.L. Russell (Bacteriología), J.A. Craig (Razas: cría y evaluación de animales vivos), Wm. A. Scott (Economía de la Agricultura), C.I. King (Mecánica Práctica), Sr. R.A. Moore (Procedimientos Parlamentarios y Contabilidad), A.B. Sayles (granja lechera), Fred. Cranefield (Asistente en Instrucción de Green House), y el instructor anterior en Ciencias Veterinarias, W.G. Clark, V.S.
El edificio que albergaba la Facultad de Agricultura se creó originalmente en 1889 y se centró en South Hall en Bascom Hill hasta el otoño de 1903, cuando se llevaron a cabo las primeras clases en el nuevo edificio de la Facultad de Agricultura y Ciencias de la Vida, donde ha permanecido desde entonces. "La universidad ha evolucionado y crecido a lo largo de las décadas para reflejar los cambios en la estructura de la sociedad y en las áreas de conocimiento que estudia. Los estudios prácticos relacionados con la producción agrícola y ganadera y la vida agrícola profundizaron gradualmente a medida que los científicos se esforzaban por comprender los aspectos biológicos subyacentes. procesos. Hoy en día, la universidad genera nuevos conocimientos sobre agricultura, manejo y protección de los recursos naturales, salud y nutrición humana, desarrollo comunitario y temas relacionados. La facultad y el personal en 19 departamentos académicos y una serie de programas interdisciplinarios llevan a cabo estas líneas de estudio".
Este cuenta con 12 centros de investigación asociados, incluida la Estación de Investigación Agrícola de Marshfield y centros de investigación en Arlington, entre otros lugares de Wisconsin.

### Programa de Honores de Letras y Ciencias

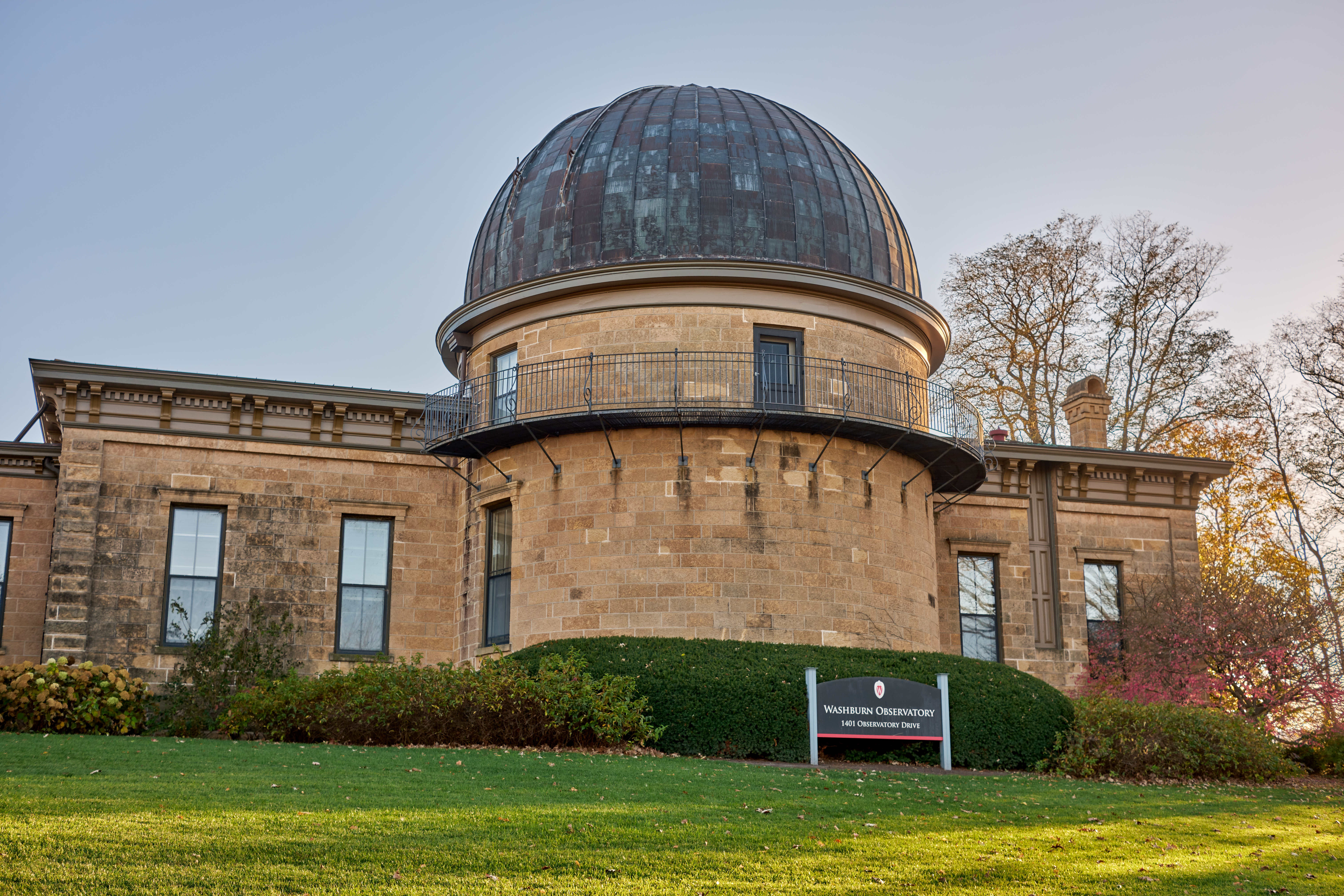
El Observatorio Washburn alberga el Programa de Honores de la Facultad de Letras y Ciencias

El Programa de Honores de L&S atiende a más de 1300 estudiantes en la Facultad de Letras y Ciencias (la facultad de artes liberales de la UW-Madison) con un plan de estudios universitario enriquecido. Además de su plan de estudios, el programa ofrece servicios de asesoramiento profesional; oportunidades de investigación y financiación; y numerosas oportunidades académicas, sociales y de servicio a través de la Organización de Estudiantes con Honores. El Programa de Honores también apoya a varias organizaciones estudiantiles, como el Equipo Forense de la Universidad de Wisconsin-Madison.

### WISCIENCE
El Instituto de Wisconsin para la Educación Científica y la Participación Comunitaria (WISCIENCE) es una unidad que facilita la coordinación de los esfuerzos de divulgación científica en toda la universidad y trabaja para mejorar la educación científica en todos los niveles.

## Campus

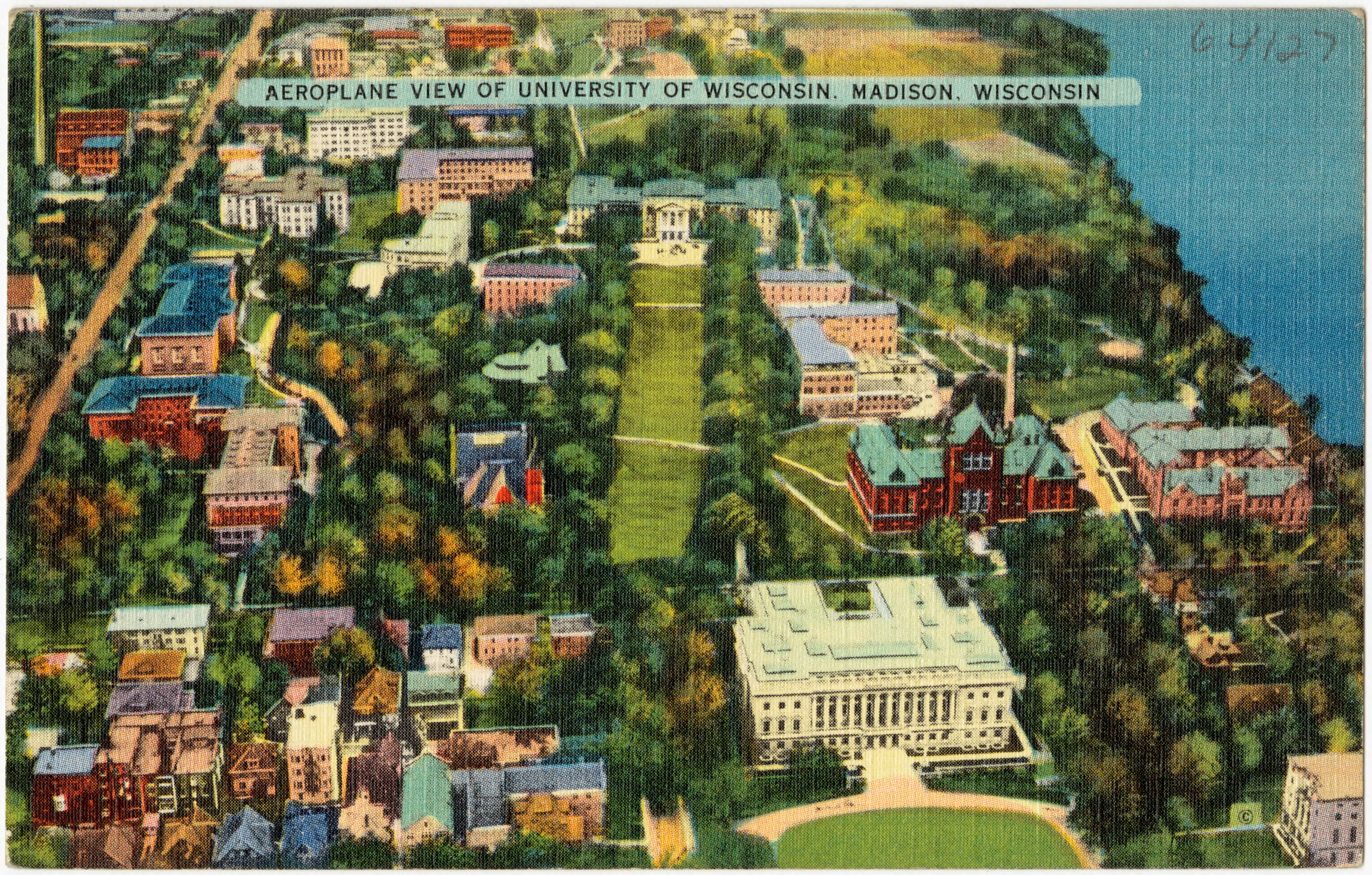
Vista aérea del campus central en la década de 1920

Ubicado en Madison, aproximadamente a una milla del capitolio estatal, el campus principal de la universidad está situado parcialmente en el istmo entre el lago Mendota y el lago Monona. El campus principal comprende 933 acres (378 ha) de tierra, mientras que todo el campus, incluidas las estaciones de investigación en todo el estado, tiene más de 10 600 acres (4290 ha) de superficie. El campus central tiene un diseño urbano que coincide principalmente con la cuadrícula de calles de la ciudad de Madison, con la excepción del Hospital y Clínicas suburbanos de la Universidad de Wisconsin y el Departamento de Psiquiatría y Clínicas en el parque de investigación West Side. El arboreto de la Universidad de Wisconsin-Madison, un área de demostración de ecosistemas nativos, está ubicado en el lado oeste de Madison. El campus principal incluye muchos edificios diseñados o supervisados por los arquitectos J.T.W. Jennings y Arthur Peabody. El centro de la vida del campus es el Memorial Union. El campus de UW-Madison ha sido clasificado como uno de los campus universitarios más bellos de los Estados Unidos por Travel + Leisure y Condé Nast Traveler. Una característica inusual del campus es la planta y tienda de lácteos Babcock Hall, una lechería completamente funcional conocida por su helado.

### La Unión de Wisconsin

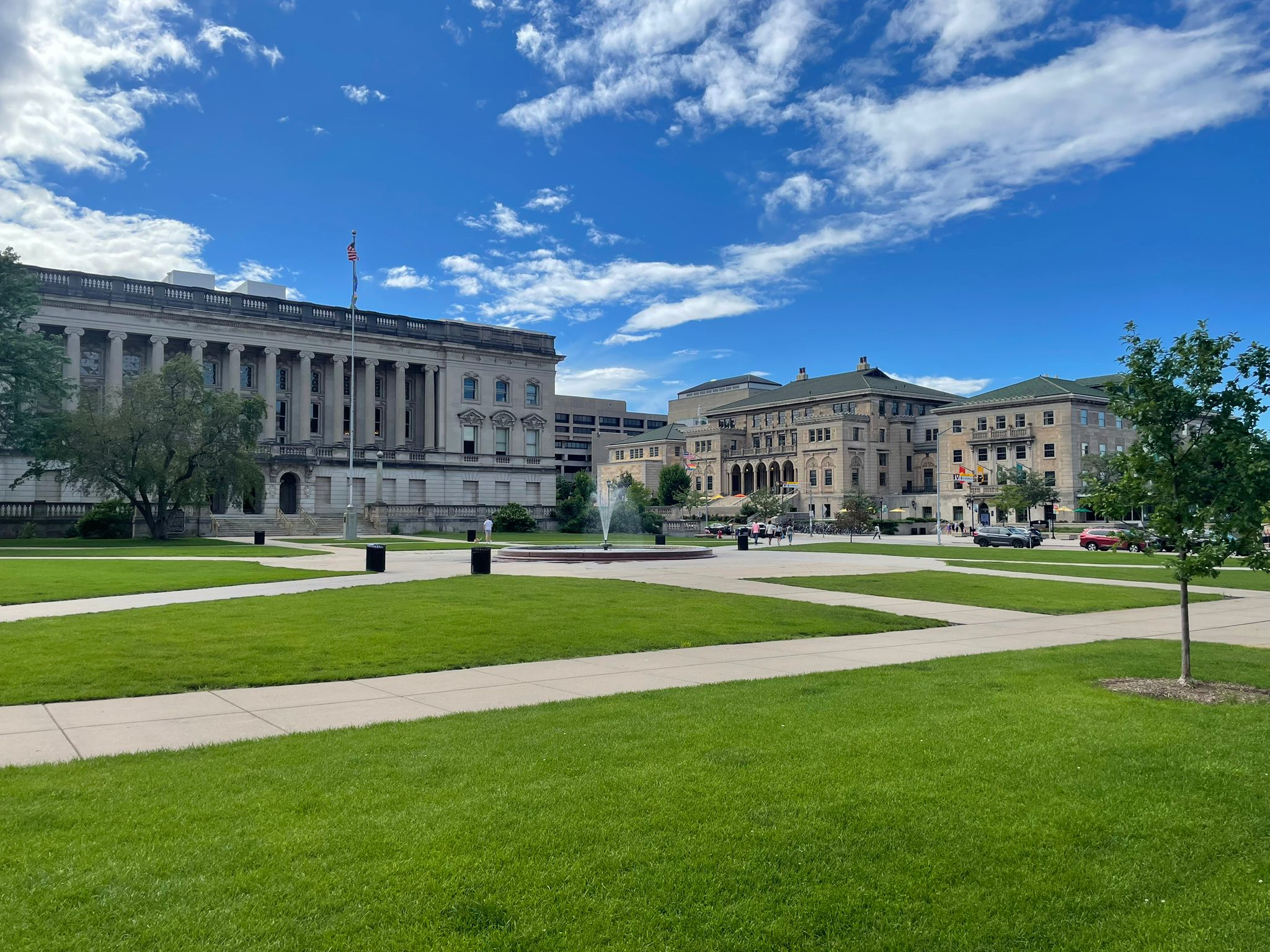
La Memorial Union vista desde Library Mall en el campus de UW-Madison

La Universidad de Wisconsin-Madison tiene dos uniones estudiantiles. La más antigua, Memorial Union, se construyó en 1928 para honrar a los veteranos estadounidenses de la Primera Guerra Mundial. También conocida como Union o Terrace, se ha ganado la reputación de ser uno de los centros de estudiantes más bellos de un campus universitario. Ubicada a orillas del lago Mendota, es un lugar popular para socializar tanto entre los estudiantes como entre el público, que disfruta contemplando el lago y sus veleros. La unión es conocida por el Rathskeller, un pub alemán adyacente a la terraza del lago. Los debates políticos y las partidas de backgammon y de sheepshead con una cerveza en la terraza son habituales entre los estudiantes. El Rathskeller sirve "Rathskeller Ale", una cerveza elaborada expresamente para Terrace. Memorial Union fue la primera unión en una universidad pública en servir cerveza.

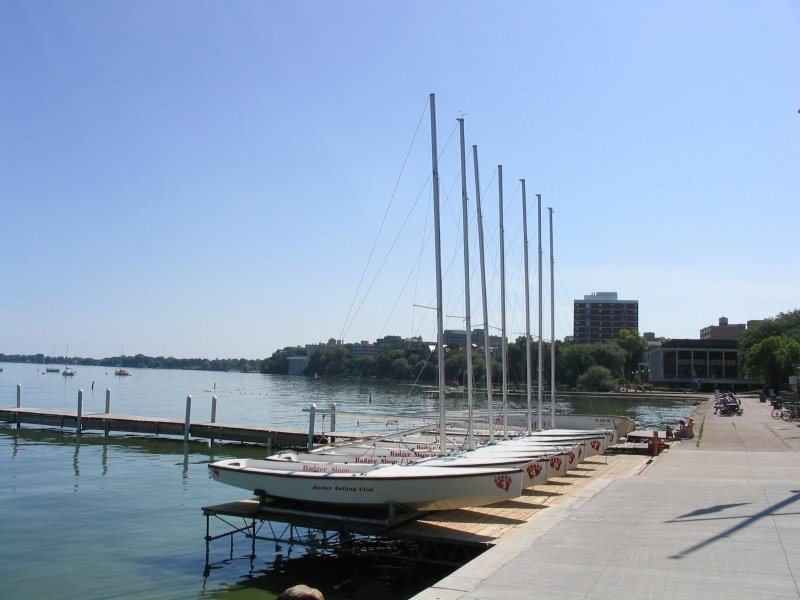
Hoofer Badger Sloops en el lago Mendota detrás de Memorial Union

Memorial Union alberga muchos lugares de arte, incluidas varias galerías de arte, una sala de cine, el Wisconsin Union Theatre y una tienda de artesanías que ofrece cursos e instalaciones para actividades artísticas y artesanales. Tanto los estudiantes como los miembros de la comunidad de Madison se congregan en la Memorial Union para las películas y los conciertos cada semana. El cuerpo estudiantil aprobó un referéndum consultivo para renovar y expandir Memorial Union en 2006, y la universidad está actualmente en proceso de expansión.
La Unión de Wisconsin también alberga la Junta de Programación Estudiantil (WUD) de la Dirección de la Unión de Wisconsin, que ofrece programas regulares tanto para estudiantes como para miembros de la comunidad. Uno de los miembros más conocidos de WUD es Wisconsin Hoofers, un club que organiza actividades recreativas al aire libre.

## Deportes

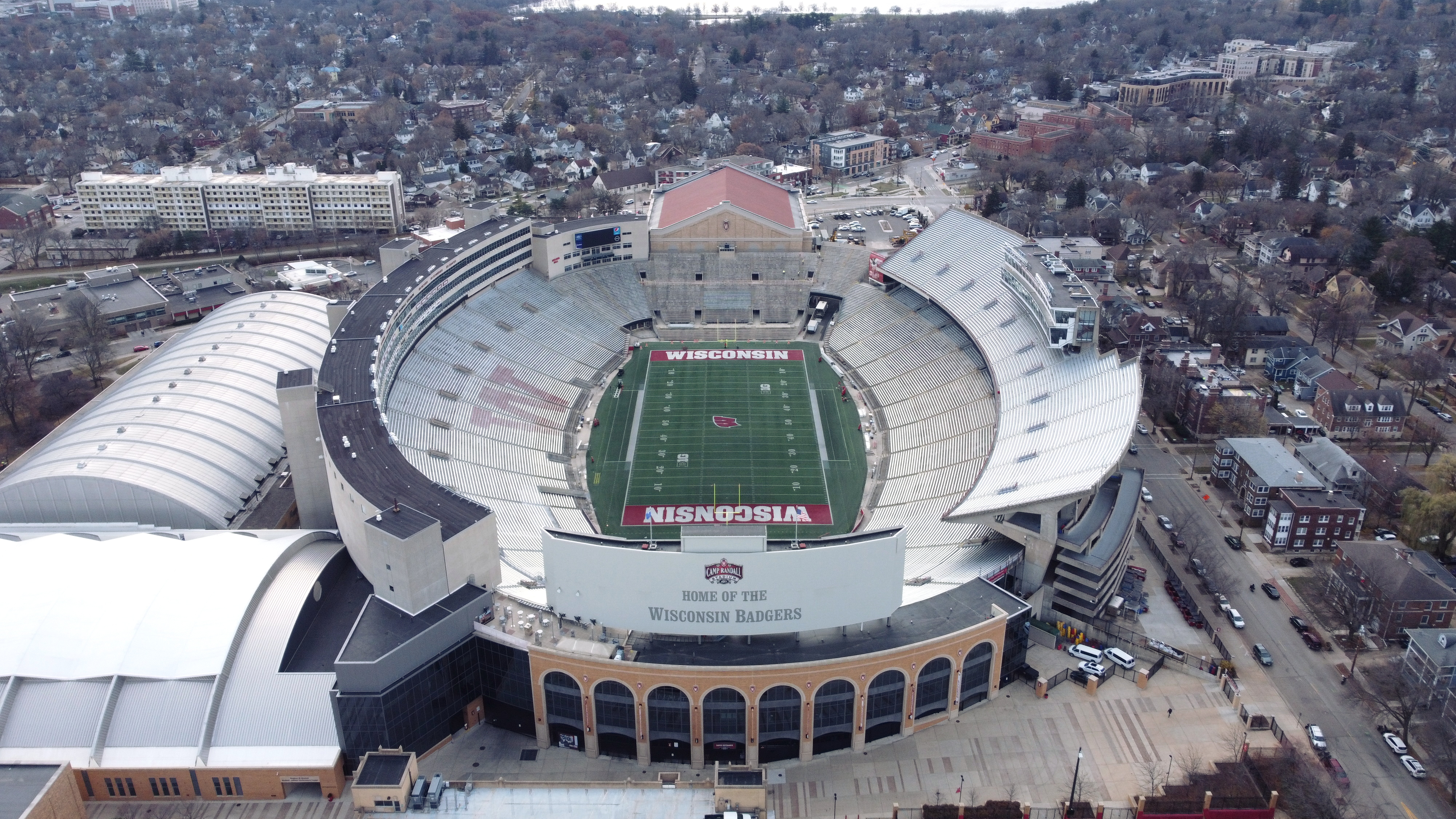
Camp Randall Stadium

Los equipos deportivos de la Universidad de Wisconsin-Madison participan en la División I de la NCAA. Con la excepción de Wisconsin Badgers Crew, el equipo de remo de peso ligero, los programas atléticos de la universidad compiten en la Big Ten Conference. El programa de hockey femenino compite en la Western Collegiate Hockey Association (WCHA), mientras que los programas de remo masculinos y femeninos compiten en la Eastern Association of Rowing Colleges y la Eastern Association of Women's Rowing Colleges, respectivamente. La canción de lucha de la universidad es On, Wisconsin!. La mascota de la escuela es Buckingham U. Badger, comúnmente conocido como "Bucky Badger". El director atlético es Chris McIntosh.

### Mascota
La mascota de la escuela es un tejón antropomorfizado llamado Bucky que usa un suéter con el logo atlético de UW-Madison (actualmente el "Motion W" rojo). A partir de 1890, el primer Bucky Badger de la universidad era un tejón vivo, temperamental y rebelde que se retiró rápidamente. Aunque el apodo de los equipos de Wisconsin siguió siendo "Badgers", no fue hasta que Art Evans dibujó la primera versión caricaturizada de Bucky en 1940 que se adoptó la imagen reconocible de Bucky en la actualidad. En 1949, se llevó a cabo un concurso para nombrar a la mascota, pero no se llegó a un consenso después de que se recibieron muy pocas entradas. En reacción, el comité del concurso eligió el nombre Buckingham U. Badger, o "Bucky" para abreviar.

## Vida estudiantil

### Alojamiento universitario
La universidad administra más de veinte residencias universitarias, incluidas comunidades de aprendizaje y comunidades de afinidad. Estas se distribuyen en dos vecindarios distintos: Lakeshore y Southeast. La residencia más grande tiene capacidad para 1.250 estudiantes, mientras que la más pequeña alberga a 30 residentes. Ubicado frente al lago Mendota, el vecindario de Lakeshore alberga trece residencias universitarias y cuatro mercados de comidas. El vecindario está cerca de las bibliotecas Ebling y Steenbock y del campus de Ingeniería. El vecindario de Southeast, cerca del centro de Madison, alberga ocho residencias universitarias y dos mercados de comidas. Los vecindarios de Lakeshore y Southeast se consideran rivales debido al contraste de sus estilos de vida. Los dormitorios de Southeast se consideran más sociales, mientras que los dormitorios de Lakeshore tienden a ser más tranquilos. En invierno, las dos partes se encuentran en Bascom Hill para una pelea de bolas de nieve que atrae a cientos de estudiantes conocida como la "Batalla por Bascom".

### Organizaciones estudiantiles

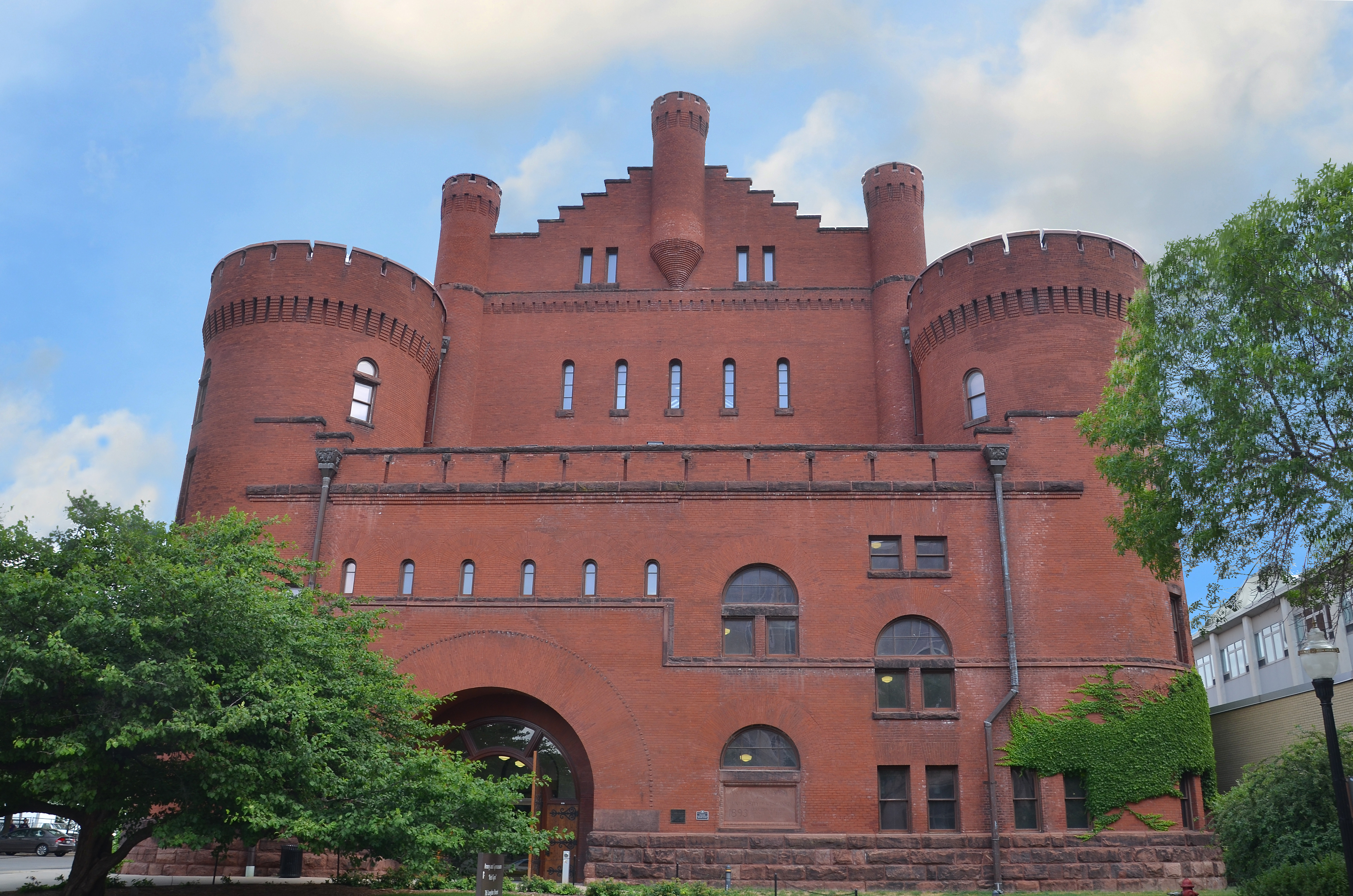
La Armería y Gimnasio de la Universidad de Wisconsin, también conocido como "el Gimnasio Rojo"

Hay más de 800 organizaciones estudiantiles o clubes registrados en el Centro para el Liderazgo y la Participación (CFLI) en UW-Madison cada año.
Las organizaciones estudiantiles en la escuela incluyen capítulos de las fraternidades Acacia, Alpha Chi Omega, Alpha Delta Phi, Alpha Gamma Rho, Delta Chi, y Sigma Alpha. Alpha Chi Sigma fue fundada en la universidad en 1902.
Las organizaciones estudiantiles religiosas incluyen afiliados de las organizaciones cristianas Athletes in Action, Chi Alpha Campus Ministries y la Christian Legal Society. Pres House es una organización estudiantil progresista asociada libremente con PCUSA que da la bienvenida a estudiantes de todos los orígenes a su culto y otras reuniones. Wisconsin Lutheran Chapel es una capilla cristiana y un ministerio universitario que atiende a estudiantes de UW-Madison.
UW también alberga equipos de vehículos estudiantiles como Fórmula SAE de combustión y eléctricos, Baja SAE, SAE Clean Snow, ASME Human Powered Vehicle, Wisconsin autónomo, Concrete Canoe y anteriormente UW Hybrid Vehicle Team y Badgerloop.
Hay 8 grupos de A capela en el campus de UW-Madison. De ellos, dos son de voz mixta, dos de voz inferior, dos de voz superior y dos de voz mixta temática. Los grupos son MadHatters, Redefinid A Cappella, Fundamentally Sound, Pitches and Notes, Tangled up in Blue, Under A-Rest, Jewop y Wisconsin Waale.

## Gente

### Alumnado
A lo largo de su historia, los exalumnos, profesores o antiguos profesores de UW-Madison se han distinguido en una amplia variedad de campos y han recibido 20 premios Nobel y 41 premios Pulitzer. Los graduados de UW-Madison han recibido 32 becas Rhodes, 22 becas Marshall, 25 becas Truman, 6 becas Churchill y 1 beca Mitchell. La universidad ha producido 828 becarios Fulbright y 20 becarios MacArthur.
Los exalumnos han ocupado varios importantes cargos políticos en el gobierno de los Estados Unidos, incluidos vicepresidente de los Estados Unidos (Dick Cheney); Juez Asociado de la Corte Suprema de los Estados Unidos (Wiley Rutledge, BA); Secretario de Estado de los Estados Unidos (Lawrence Eagleburger, BA, MA); Secretario de Salud y Servicios Humanos de los Estados Unidos (Wilbur J. Cohen, BA y Tommy Thompson, BA, JD); Secretario del Interior de los Estados Unidos (Julius Albert Krug, BA, y William Freeman Vilas, BA); Secretario de Agricultura de los Estados Unidos (Clayton Yeutter); director general del Servicio Postal de los Estados Unidos (John A. Gronouski, BA, MA, PhD, y William Freeman Vilas, BA); numerosos jueces federales, gobernadores y miembros del Congreso de los Estados Unidos (incluidos 7 representantes de los Estados Unidos y 1 senador de los Estados Unidos actualmente en el cargo). 
Unos 843 exalumnos de UW-Madison se desempeñan como directores ejecutivos y casi 16.000 ocupan un puesto de gestión ejecutiva. Además a partir de noviembre de 2018, los actuales directores ejecutivos de 14 empresas del Fortune 500 asistieron a UW-Madison, el mayor número entre universidades estadounidenses. Los directores ejecutivos notables que han asistido a UW-Madison incluyen a Thomas J. Falk (Kimberly-Clark), Carol Bartz (Yahoo!), David J. Lesar (Haliburton), Keith Nosbusch (Rockwell Automation), Lee Raymond (Exxon Mobil), Tom Kingsbury (Burlington) y Judith Faulkner (Epic Systems).
El alumnado extranjero incluye al presidente de Bangladés 2002-2009 (Iajuddin Ahmed, MS, PhD); el primer ministro de Irak (Sa'dun Hammadi, PhD); el primer ministro de Bután 2004-2005 (Yeshey Zimba, MA); el vice primer ministro de Singapur y ministro de finanzas (Lawrence Wong, BS); el secretario de Hacienda y Crédito Público de México 1975-1976 (Mario Ramón Beteta) y 2018-2019 (Carlos Manuel Urzúa Macías, PhD); el presidente del Tribunal Constitucional Federal de Alemania de 1971 a 1983 (Ernst Benda); el ministro de Finanzas de Somalia (Abdirahman Duale Beyle, PhD); el ministro de Relaciones Exteriores de Chile 2006-2009 (Alejandro Foxley, PhD); el ministro de Relaciones Exteriores de Túnez (Kamel Morjane); la ministra de Educación de Taiwán 2013-2014 (Huang Pi-twan, PhD).
Los exalumnos de UW-Madison han hecho contribuciones significativas al campo de la informática, incluido el ganador de la Medalla Edison Howard H. Aiken, quien imaginó el diseño conceptual detrás de Harvard Mark I de IBM, y el ganador del Premio Turing Pat Hanrahan (BS, PhD). Gene Amdahl (MS, PhD) formuló la ley de Amdahl, mientras que Willi A. Kalender (MS, PhD) inventó la tomografía computarizada de barrido en espiral. La computadora Macintosh II fue co-inventada en 1987 por Michael Dhuey, quien también diseñó la fuente de alimentación para el iPod original en 2001.
Los exalumnos han ganado un total de 10 premios de la Academia. Ha habido tres ganadores del Óscar a la mejor película: Nichole Rocklin por su trabajo en Spotlight (2016), Tom Rosenberg (BA) por su trabajo en Million Dollar Baby (2004) y Walter Mirisch (BA) por su trabajo en In the Heat of the Night (1967). Pat Hanrahan (BS, PhD) ha ganado tres premios Óscar por su trabajo en logros técnicos (2014, 2004, 1993). Errol Morris (BA) ganó el Óscar al mejor documental largo por The Fog of War: Eleven Lessons from the Life of Robert McNamara (2004). Marshall Brickman ganó el Óscar al mejor guion original por su trabajo en Annie Hall (1978). Frederic March ha ganado dos premios Óscar al mejor actor por Los mejores años de nuestra vida (1946) y Dr. Jekyll y Mr. Hyde (1932).
A partir de 2017, UW-Madison tenía más de 427.000 egresados vivos. Aunque un gran número de egresados vive en Wisconsin, un número significativo vive en Illinois, Minnesota, Nueva York, California y Washington D. C.

### Docentes y personal
Los profesores e investigadores actuales de UW-Madison incluyen 68 becarios de la Academia Estadounidense de las Artes y las Ciencias, 112 becarios Guggenheim, 5 becarios MacArthur, 6 miembros de la Academia Nacional de Educación, 20 miembros de la Academia Nacional de Ingeniería, 5 miembros de la Sociedad Filosófica Estadounidense, 2 ganadores de la Medalla de Oro de la Fundación Americana de Psicología, 13 miembros de la Academia Nacional de Medicina, 2 becarios de la Academia Nacional de Administración Pública, 39 miembros de la Academia Nacional de Ciencias, 11 becarios del Fondo Nacional para las Humanidades, 4 becarios del Centro Nacional de Humanidades y 1 miembro del Centro Woodrow Wilson.
Los miembros del profesorado han sido responsables de numerosos avances científicos en UW-Madison, incluido el experimento de grano único por Stephen Babcock, el descubrimiento de las vitaminas A y B por Elmer McCollum y Marguerite Davis, el desarrollo del medicamento anticoagulante warfarina por Karl Paul Link, la primera síntesis de un gen por Har Gobind Khorana, el descubrimiento de la enzima transcriptasa inversa por Howard Temin y la primera síntesis de células madre embrionarias humanas por James Thomson. El profesor de UW-Madison Aldo Leopold jugó un papel importante en el desarrollo moderno de la ciencias ambientales y de la conservación ambiental, mientras que la profesora Gloria Ladson-Billings formuló el marco de la pedagogía culturalmente relevante.UW-Madison también es conocida por sus contribuciones al campo de la glaciología. El glaciar Thwaites, infame parte del llamado "vientre débil" de la capa de hielo de la Antártida occidental, recibió el nombre póstumo de su profesor emérito Fredrik T. Thwaites (1883-1961). Otras características antárticas que llevan el nombre de glaciólogos de la UW-Madison incluyen el Glaciar Negro (en honor al profesor Robert F. Black), así como el Monte Bentley y la Fosa Subglacial de Bentley, ambos nombrados en honor al profesor Charles R. Bentley.